# Broughton Astley
Broughton Astley är en ort och civil parish i Storbritannien.   Den ligger i grevskapet Leicestershire och riksdelen England, i den södra delen av landet, 140 km nordväst om huvudstaden London. Broughton Astley ligger 93 meter över havet och antalet invånare är 8 475.
Terrängen runt Broughton Astley är platt. Runt Broughton Astley är det ganska tätbefolkat, med 134 invånare per kvadratkilometer. Närmaste större samhälle är Leicester, 13,6 km norr om Broughton Astley. Trakten runt Broughton Astley består till största delen av jordbruksmark.